# Saci

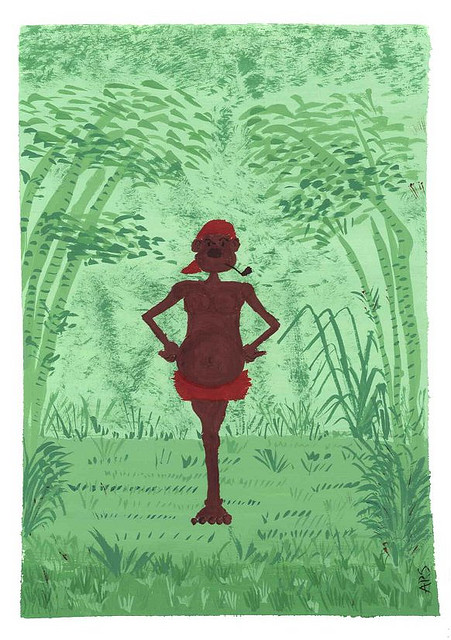
Den sydamerikanska anden med röd luva.

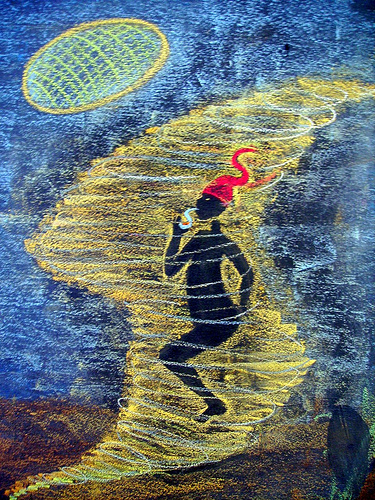
Portrait of the Saci-pererê av konstnären J. Marconi (2007).

Saci (uttal: [saˈsi] eller [sɐˈsi]) är en figur i den brasilianska mytologin. Sacin är en ande, eller pojke, med röd luva. Den är liten och går på endast ett ben. Med hjälp av luvan kan anden gömma sig genom att försvinna i ett dammoln.
I vissa delar av Brasilien ses den som busig i andra som ondskefull. När den försvinner i ett dammoln sägs den gå att fånga i en flaska.
Trots att sacin bara har ett ben beskrivs den som kraftfull och vinner alltid kraftmätningar mot sina fiender. Den har därför blivit maskot för flera fotbollsklubbar i Brasilien, bland annat Sport Club Internacional och Social Futebol Clube.
1950 gjorde konstnären Victor Brecheret en statyett av Saci för det nationella priset Saci.
Pungdjuret Monodelphis saci som förekommer i Brasilien har lånat sitt artnamn från sacin.